# Episodi de I Griffin (sedicesima stagione)
La sedicesima stagione della serie televisiva I Griffin, composta da 20 episodi, è stata trasmessa negli Stati Uniti, da Fox, dal 1º ottobre 2017 al 20 maggio 2018.
L'episodio Cane morde orso è il 300º della serie.
In Italia 15 dei 20 episodi totali sono stati trasmessi dal 3 settembre al 21 settembre 2018 su Italia 1. I rimanenti 5 episodi sono stati trasmessi in periodi diversi: gli episodi 5 e 12 sono stati trasmessi rispettivamente il 18 novembre e il 25 novembre 2018, mentre l'episodio 9 è andato in onda il 24 dicembre 2018 nello speciale di Natale. L'episodio 19 era precedentemente programmato per lo stesso anno, ma è stato trasmesso in TV il 20 aprile 2023 in orario notturno su Italia 1, mentre l'episodio 20, per le tematiche religiose trattate, è l'unico episodio che resta inedito in Tv. Entrambi gli episodi sono stati resi disponibili sia su Netflix, visibili in streaming dal 1º luglio 2019, sia su Prime Video.
| nº | Codice di produzione | Titolo originale                  | Titolo italiano                     | Prima TV USA     | Prima TV Italia                                    |
| -- | -------------------- | --------------------------------- | ----------------------------------- | ---------------- | -------------------------------------------------- |
| 1  | FACX06               | Emmy-Winning Episode              | Come ti vinco un Emmy               | 1º ottobre 2017  | 3 settembre 2018                                   |
| 2  | EACX20               | Foxx in the Men House             | Il bagno delle signore              | 8 ottobre 2017   | 4 settembre 2018                                   |
| 3  | FACX02               | Nanny Goats                       | La tata                             | 15 ottobre 2017  | 5 settembre 2018                                   |
| 4  | EACX15               | Follow the Money                  | Segui i soldi                       | 22 ottobre 2017  | 6 settembre 2018                                   |
| 5  | EACX18               | Three Directors                   | Tre registi                         | 5 novembre 2017  | 19 novembre 2018                                   |
| 6  | FACX03               | The D in Apartment 23             | La D nell'appartamento 23           | 12 novembre 2017 | 7 settembre 2018                                   |
| 7  | FACX04               | Petey IV                          | Peter e l'orso                      | 19 novembre 2017 | 10 settembre 2018                                  |
| 8  | FACX05               | Crimes and Meg's Demeanor         | I crimini e il comportamento di Meg | 3 dicembre 2017  | 11 settembre 2018                                  |
| 9  | FACX07               | Don't Be a Dickens at Christmas   | Un Natale senza spirito             | 10 dicembre 2017 | 24 dicembre 2018                                   |
| 10 | FACX09               | Boy (Dog) Meets Girl (Dog)        | Cagnolino incontra cagnolina        | 7 gennaio 2018   | 13 settembre 2018                                  |
| 11 | FACX01               | Dog Bites Bear                    | Cane morde orso                     | 14 gennaio 2018  | 12 settembre 2018                                  |
| 12 | FACX10               | Send in Stewie, Please            | Faccia entrare Stewie, prego        | 18 marzo 2018    | 26 novembre 2018                                   |
| 13 | FACX08               | V Is for Mystery                  | V come mistero                      | 25 marzo 2018    | 14 settembre 2018                                  |
| 14 | FACX11               | Veteran Guy                       | Il veterano                         | 1º aprile 2018   | 17 settembre 2018                                  |
| 15 | FACX12               | The Woof of Wall Street           | Il bau di Wall Street               | 8 aprile 2018    | 18 settembre 2018                                  |
| 16 | FACX13               | Family Guy Through the Years      | I Griffin attraverso gli anni       | 22 aprile 2018   | 20 settembre 2018                                  |
| 17 | FACX14               | Switch the Flip                   | Lo scambio                          | 29 aprile 2018   | 19 settembre 2018                                  |
| 18 | FACX15               | HTTPete                           | HTTPete                             | 6 maggio 2018    | 21 settembre 2018                                  |
| 19 | FACX16               | The Unkindest Cut                 | Il taglio più crudele               | 13 maggio 2018   | 1º luglio 2019 (Netflix) 21 aprile 2023 (Italia 1) |
| 20 | FACX17               | Are You There God? It's Me, Peter | Dio, ci sei? Sono io, Peter         | 20 maggio 2018   | 1º luglio 2019 (Netflix)                           |

## Come ti vinco un Emmy
- Titolo originale: Emmy-Winning Episode
- Diretto da: James Purdum, Dominic Bianchi e Peter Shin
- Scritto da: Aaron Lee

### Trama
Dopo essersi stufato di non essere stato nominato per l'ennesima volta, Peter fa di tutto per guadagnare una vittoria agli Emmy. Cerca di rendere la loro serie più simile a diversi programmi televisivi che sono stati nominati precedentemente agli Emmy, tra cui Modern Family e Transparent.
- Guest star: Asa Akira (se stessa), Julie Bowen (se stessa), Ty Burrell (se stesso), Louis C.K. (se stesso), Frances Callier (Shonda Rhimes), Jonathan Kite (Alec Baldwin), Bill Maher (se stesso), Miriam Margoyles (occhio destro di Maggie Smith), Ryan O'Neil (Tim Madden), Christina Pickles (occhio sinistro di Maggie Smith), Sofía Vergara (se stessa).

- Ascolti USA: telespettatori 2.800.000 – rating/share 18-49 anni.[6]

## Il bagno delle signore
- Titolo originale: Foxx in the Men House
- Diretto da: Brian Iles
- Scritto da: Andrew Goldberg

### Trama
Dopo essere caduto nel bagno delle ragazze e aver battuto la testa sul bancone, Peter incontra un paramedico di nome Stryker Foxx che decide di curare il suo infortunio. Peter abbandona Quagmire, Cleveland e Joe a causa della sua forte amicizia con Stryker che gli ha dato un'inflessibile autostima. Più tardi, Peter si rende conto che non ha le forze di fare le attività fisiche che Stryker gli ha consigliato di fare con lui e decide di tornare dai suoi vecchi amici.
- Guest star: Kathleen Turner (se stessa).

- Ascolti USA: telespettatori 3.050.000 – rating/share 18-49 anni.[7]

## La tata
- Titolo originale: Nanny Goats
- Diretto da: Steve Robertson
- Scritto da: Tom Devanney

### Trama
La madre di Lois, Barbara, assume una tata per la famiglia Griffin sentitosi contrariata dai recenti accordi di vita dei bambini. Ciò consente a Peter e Lois di rafforzare il loro amore.
- Ascolti USA: telespettatori 2.540.000 – rating/share 18-49 anni.[8]

## Segui i soldi
- Titolo originale: Follow the Money
- Diretto da: Mike Kim
- Scritto da: Kevin Biggins

### Trama
Chris riceve un errato, ma estremamente prezioso, dollaro per il suo compleanno da suo nonno Carter Pewterschmidt, ma lo perde. Lui e il nonno vanno all'avventura per cercare di ritrovarlo.
- Ascolti USA: telespettatori 2.690.000 – rating/share 18-49 anni.[9]

## Tre registi
- Titolo originale: Three Directors
- Diretto da: Joe Vaux
- Scritto da: Travis Bowe

### Trama
Il licenziamento di Peter dalla fabbrica di birra Pawtucket viene raccontata negli stili registici di Quentin Tarantino, Wes Anderson e Michael Bay.
- Ascolti USA: telespettatori 2.310.000 – rating/share 18-49 anni.[10]

## La D nell'appartamento 23
- Titolo originale: The D in Apartment 23
- Diretto da: Julius Wu
- Scritto da: Artie Johann

### Trama
Brian pubblica un tweet razzista riguardo Ride Along 3. Il commento diventa virale e i membri della famiglia Griffin, diventati reietti a causa del politicamente corretto imperante, sono costretti a buttarlo fuori di casa.
- Ascolti USA: telespettatori 3.110.000 – rating/share 18-49 anni.[11]

## Peter e l'orso
- Titolo originale: Petey IV
- Diretto da: Mike Kim
- Scritto da: Anthony Blasucci

### Trama
Vladimir Putin visita Quahog dopo che Peter gli ha scritto una mail per aver cambiato il finale di Rocky IV. Nel frattempo, alla luce del trasloco, Brian ottiene un lavoro presso un call center anti-suicidi, dove si innamora della sua collega Martha.
- Ascolti USA: telespettatori 2.080.000 – rating/share 18-49 anni.[12]

## I crimini e il comportamento di Meg
- Titolo originale: Crimes and Meg's Demeanor
- Diretto da: Greg Colton
- Scritto da: Mike Desilets

### Trama
Meg inizia a bere alla festa delle superiori, mettendo in risalto il suo lato più estroverso e rilassato. Nel frattempo, mentre si riprende da un infortunio alla gamba in seguito ad un incidente nell'ultimo episodio, Brian sospetta che il preside Shepherd abbia ucciso sua moglie.
- Ascolti USA: telespettatori 2.590.000 – rating/share 18-49 anni.[13]

## Un Natale senza spirito
- Titolo originale: Don't Be a Dickens at Christmas
- Diretto da: Jerry Langford
- Scritto da: Danny Smith

### Trama
In una parodia di Canto di Natale di Charles Dickens, Peter fa un viaggio intorno a Quahog con il fantasma di Patrick Swayze, dopo aver perso il suo spirito natalizio.
- Ascolti USA: telespettatori 2.980.000 – rating/share 18-49 anni.[14]

## Cagnolino incontra cagnolina
- Titolo originale: Boy (Dog) Meets Girl (Dog)
- Diretto da: Brian Iles
- Scritto da: Steve Callaghan

### Trama
Dopo che Brian si innamora di Ellie, una cagnolina da esposizione, partecipa ad una competizione per cani dove il vincitore potrà accoppiarsi con lei. Nel frattempo, Peter e Lois tentano di convincere Chris che "Arthur Valentine", un uomo che secondo il giovane veniva ogni anno a San Valentino a fargli dei regali, non è reale.
- Ascolti USA: telespettatori 3.400.000 – rating/share 18-49 anni.[15]

## Cane morde orso
- Titolo originale: Dog Bites Bear
- Diretto da: John Holmquist
- Scritto da: Cherry Chevapravatdumrong

### Trama
L'amicizia tra Brian e Stewie viene messa alla prova dopo che Brian ha fatto a pezzi l'orsacchiotto di Stewie, Rupert. Nel frattempo, Peter incontra la sua mascotte dei cereali preferita Boo Berry e dopo avergli stretto la mano decide di non lavarsela più.
- Ascolti USA: telespettatori 4.100.000 – rating/share 18-49 anni.[16]

## Faccia entrare Stewie, prego
- Titolo originale: Send in Stewie, Please
- Diretto da: Joe Vaux
- Scritto da: Gary Janetti

### Trama
Stewie viene mandato dallo psicologo infantile della sua scuola Dott. Cecil Pritchfield (doppiato da Ian McKellen in originale). La sessione risulta essere sorprendente e rivela importanti segreti su di lui.
- Ascolti USA: telespettatori 2.240.000 – rating/share 18-49 anni.[17]

## V come mistero
- Titolo originale: V Is for Mystery
- Diretto da: Joseph Lee
- Scritto da: David A. Goodman

### Trama
In una parodia di Sherlock Holmes, l'episodio descrive Sherlock Holmes (interpretato da Stewie) e il Dottor Watson (interpretato da Brian) mentre si imbarcano per risolvere una serie di omicidi misteriosi.
- Ascolti USA: telespettatori 1.910.000 – rating/share 18-49 anni.[18]

## Tra capelli e capelloni
- Titolo originale: Veteran Guy
- Diretto da: John Holmquist
- Scritto da: Patrick Meighan

### Trama
- Stewie decide di farsi crescere i capelli fino al soffitto per poter essere più bello così Brian gli dà un farmaco che glie li fa crescere in 24h.Intanto Peter,Chris e Meg decidono di andare in alaska.
- Ascolti USA: telespettatori 2.050.000 – rating/share 18-49 anni.[19]

## Il bau di Wall Street
- Titolo originale: The Woof of Wall Street
- Diretto da: Steve Robertson
- Scritto da: Alex Carter

### Trama
Stewie insegna a Brian come investire nel mercato azionario, ma un prodotto raccapricciante a cui piace Brian potrebbe causare la sua morte. Nel frattempo, Peter, Joe, Cleveland e Quagmire si prendono cura dell'Ostrica Ubriaca mentre Jerome è via.
- Ascolti USA: telespettatori 1.930.000 – rating/share 18-49 anni.[20]

## I Griffin attraverso gli anni
- Titolo originale: Family Guy Through the Years
- Diretto da: Julius Wu
- Scritto da: Chris Sheridan

### Trama
I Griffin viene reimmaginato come una serie dei primi anni '60 e, in una retrospettiva speciale, ripercorre gli eventi e le questioni culturali che sono state affrontate durante la serie negli anni '50, '60 e '70.
- Ascolti USA: telespettatori 2.000.000 – rating/share 18-49 anni.[21]

## Lo scambio
- Titolo originale: Switch the Flip
- Diretto da: Mike Kim
- Scritto da: Kevin Biggins

### Trama
Stewie usa una delle sue invenzioni per scambiare il proprio corpo con quello di Brian, in modo tale da rimettersi a posto la sua vita. Tuttavia il piano si ritorce contro man mano che il caos si scatena rapidamente attorno a Quahog.
- Ascolti USA: telespettatori 2.260.000 – rating/share 18-49 anni.[22]

## HTTPete
- Titolo originale: HTTPete
- Diretto da: Greg Colton
- Scritto da: Damien Fahey

### Trama
Per promuovere il birrificio, Peter adotta lo stile di vita dei millennial. Ciò attira l'attenzione della Silicon Valley.
- Ascolti USA: telespettatori 1.920.000 – rating/share 18-49 anni.[23]

## Il taglio più crudele
- Titolo originale: The Unkindest Cut
- Diretto da: Jerry Langford
- Scritto da: Mark Hentemann

### Trama
Dopo che il pene di Quagmire è stato strappato a morsi da uno squalo, deve imparare a viverci senza. Nel frattempo, Stewie e Brian cercano Mort dopo aver scoperto di aver lasciato la città a causa di un coinvolgimento in una truffa.
- Ascolti USA: telespettatori 2.150.000 – rating/share 18-49 anni.[24]
- Guest Star: Pitbull

## Dio, ci sei? Sono io, Peter
- Titolo originale: Are You There God? It's Me, Peter
- Diretto da: Joseph Lee
- Scritto da: Travis Bowe

### Trama
Peter cade in coma e ha l'opportunità di avere una conversazione con Dio. Quindi decide di interrogare la divinità con alcune domande scomode.
- Ascolti USA: telespettatori 1.830.000 – rating/share 18-49 anni.[25]